# Theodore Pell

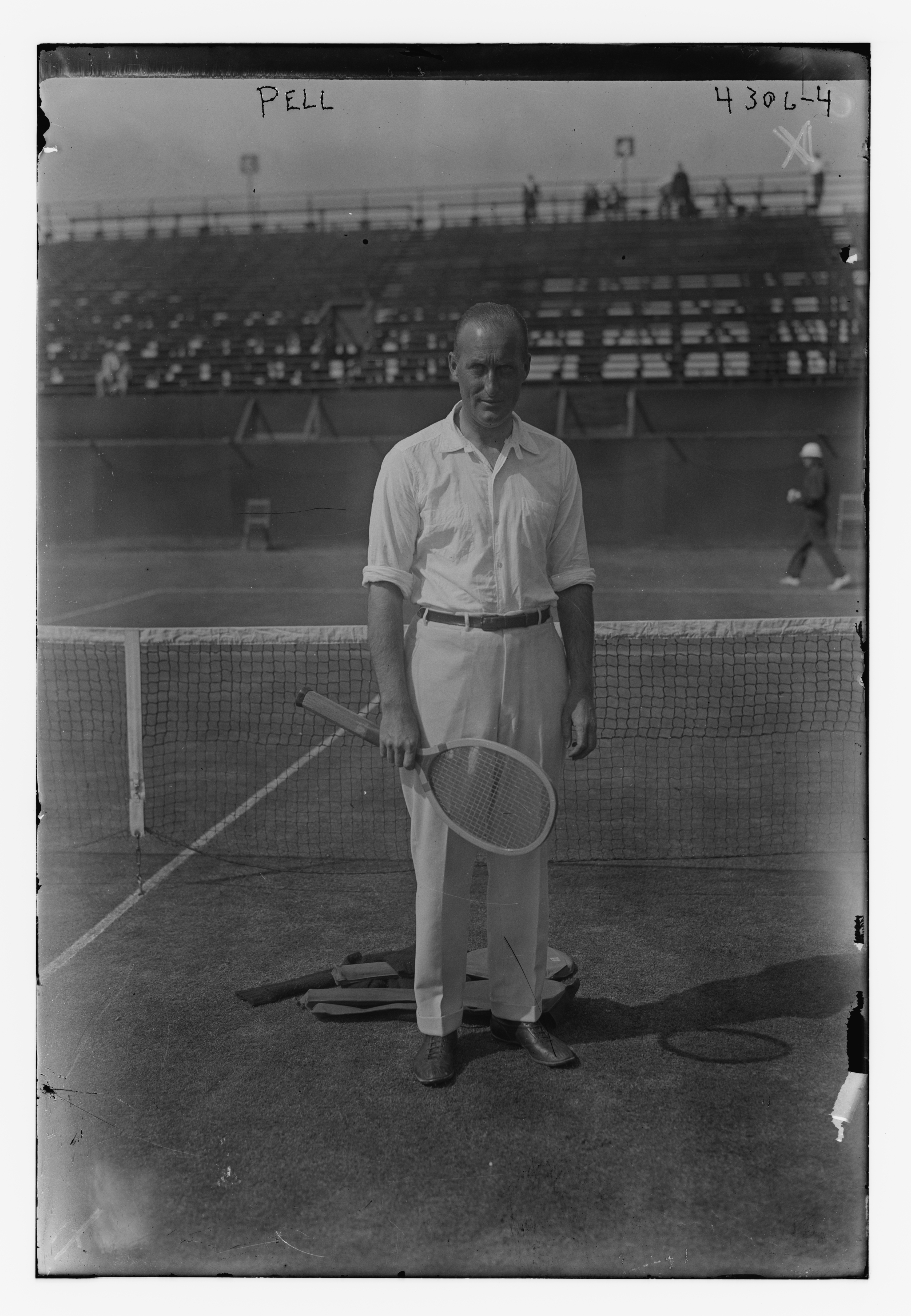
Theodore Pell 1917.

Theodore Roosevelt Pell, född 12 maj 1879, New York, New York, USA, död 18 augusti 1967 var en amerikansk högerhänt tennisspelare. Theodor Roosevelt Pell upptogs 1966 i the International Tennis Hall of Fame.

## Tenniskarriären
Theodore Roosevelt Pell var en av USA:s bästa tennisspelare under 1910-talet. Han rankades 5 gånger bland de 10 bästa perioden 1910 till 1918. Som bäst var han nummer 5 (1913 och 1915).
Sina största framgångar nådde han vid spel inomhus. Han vann singeltiteln i Amerikanska inomhusmästerskapen 3 gånger (1907, 1909 och 1911) och dubbeltiteln i samma turnering 4 gånger (1905, 1909, 1911 och 1912). 
År 1915 nådde han semifinalen i Amerikanska utomhusmästerskapen vid Newport. På vägen dit hade han bland andra besegrat Beals Wright. Han förlorade semifinalen mot Maurice McLoughlin som vann med 6-2, 6-0, 7-5.

## Spelaren och personen
Som tennisspelare var Roosevelt Pell känd för sitt kraftfulla backhandslag.